# Prêmio da Música Brasileira para Melhor Intérprete de Samba
O Prêmio da Música Brasileira para Melhor Intérprete de Samba é concedido anualmente desde 2023 pela tradicional premiação musical. A categoria "Intérprete" substituiu as categorias "Cantor" e "Cantora", permitindo a inclusão de pessoas não-binárias.  Essa categoria foi criada para tornar a premiação mais inclusiva e representativa.

## Vencedores e indicados

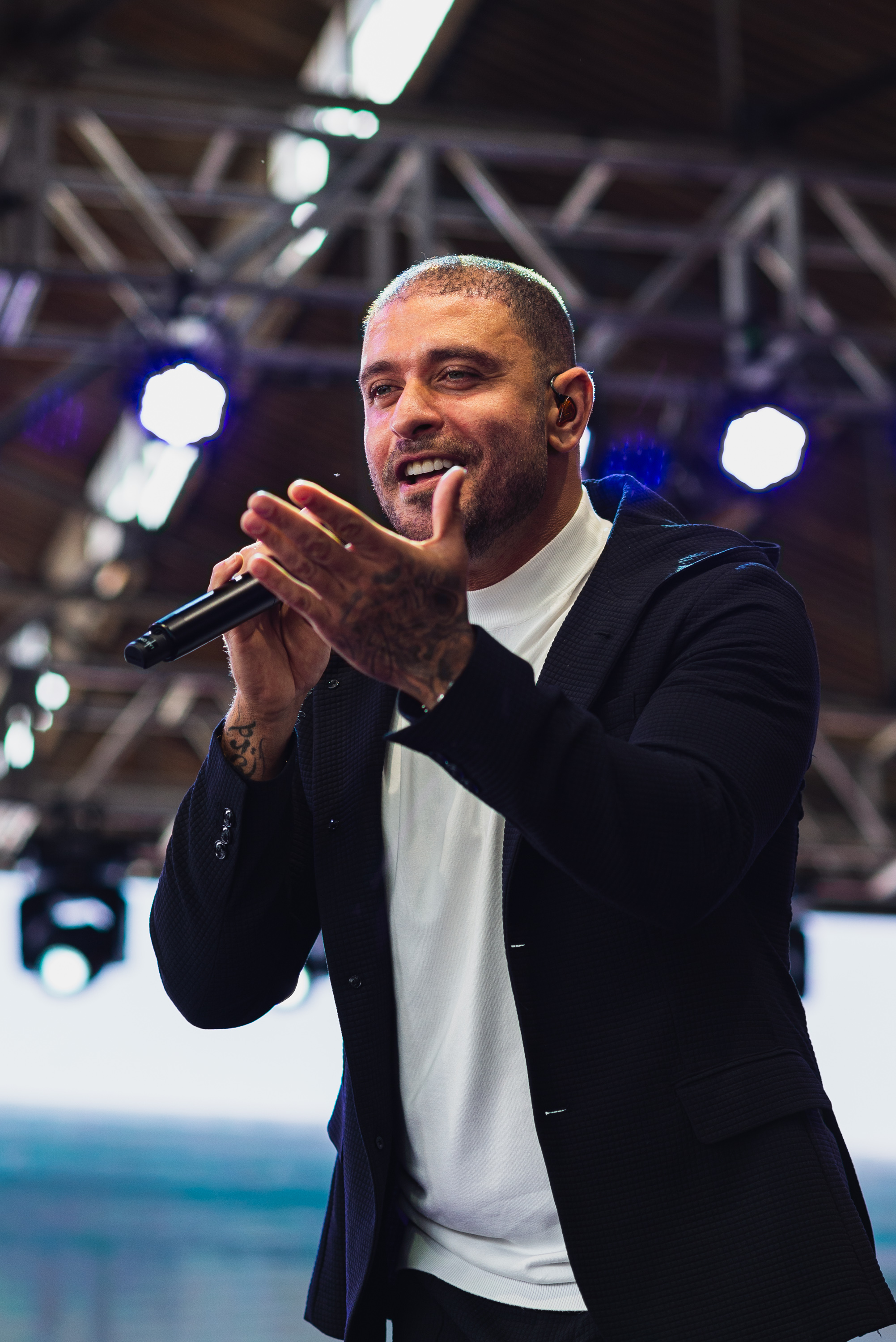
Vencedor inaugural, Diogo Nogueira

| Ano  | Vencedor(a)      | Indicados                                               | Ref.  |
| ---- | ---------------- | ------------------------------------------------------- | ----- |
| 2023 | Diogo Nogueira   | - Ferrugem - Maria Rita - Martinho da Vila - Péricles   | [ 2 ] |
| 2024 | Xande de Pilares | - Alcione - Fabiana Cozza - Martinho da Vila - Péricles | [ 3 ] |